# 水元
水元（みずもと）は、東京都葛飾区の地名。現行行政町名は水元一丁目から五丁目。住居表示実施済み区域である。

## 地理
葛飾区の北部、水元地域の中央に位置する。北および東で東水元三・四・五・六丁目、北で埼玉県八潮市古新田、南で南水元二・四丁目、西で西水元一・五・六丁目・大場川を挟んで埼玉県八潮市大瀬と隣接する。
主に住宅地として利用される。町域は東京都道307号王子金町江戸川線で四方を画し、町域内は直線状の道路が格子状に整備された計画的な町並みが見られる。地区南辺の都道沿いには葛飾清掃工場が立地し、その青と白のコントラストが映える高い煙突が、水元だけでなく周辺地域の特徴的なランドマークとなっている。

### 地価
住宅地の地価は、2025年（令和7年）1月1日の公示地価によれば、水元3-10-13の地点で24万7000円/m2、
水元5-2-7の地点で21万1000円/m2となっている。

## 歴史
1889年（明治22年）の町村制施行時点では、南葛飾郡水元村大字下小合・上小合・小合新田・猿ヶ又のそれぞれ一部であった。1932年（昭和7年）に水元村は東京市に編入され、水元村大字下小合・上小合・小合新田・猿ヶ又はそれぞれ水元小合町・水元小合上町・水元小合新町・水元猿町となる。1981年（昭和56年）には住居表示が実施され、水元小合町・水元小合上町・水元小合新町・水元猿町の一部が水元一-五丁目となり、現在に至っている。

### 地名の由来
旧来の「水元村」に由来。

## 世帯数と人口
2023年（令和5年）1月1日現在（東京都発表）の世帯数と人口は以下の通りである。
| 丁目       | 世帯数    | 人口     |
| ---------- | --------- | -------- |
| 水元一丁目 | 1,100世帯 | 2,367人  |
| 水元二丁目 | 1,411世帯 | 3,052人  |
| 水元三丁目 | 1,537世帯 | 3,217人  |
| 水元四丁目 | 1,475世帯 | 3,328人  |
| 水元五丁目 | 694世帯   | 1,522人  |
| 計         | 6,217世帯 | 13,486人 |

### 人口の変遷
国勢調査による人口の推移。
| 年                 | 人口   |
| ------------------ | ------ |
| 1995年（平成7年）  | 12,151 |
| 2000年（平成12年） | 12,405 |
| 2005年（平成17年） | 12,419 |
| 2010年（平成22年） | 13,225 |
| 2015年（平成27年） | 13,027 |
| 2020年（令和2年）  | 13,229 |

### 世帯数の変遷
国勢調査による世帯数の推移。
| 年                 | 世帯数 |
| ------------------ | ------ |
| 1995年（平成7年）  | 3,985  |
| 2000年（平成12年） | 4,264  |
| 2005年（平成17年） | 4,380  |
| 2010年（平成22年） | 4,971  |
| 2015年（平成27年） | 5,019  |
| 2020年（令和2年）  | 5,342  |

## 学区
区立小・中学校に通う場合、学区は以下の通りとなる（2021年4月時点）。
| 丁目       | 番地                    | 小学校               | 中学校             |
| ---------- | ----------------------- | -------------------- | ------------------ |
| 水元一丁目 | 1〜15番 17〜24番        | 葛飾区立飯塚小学校   | 葛飾区立葛美中学校 |
| 水元一丁目 | 16番 25〜26番           | 葛飾区立水元小学校   | 葛飾区立葛美中学校 |
| 水元二丁目 | 全域                    | 葛飾区立水元小学校   | 葛飾区立葛美中学校 |
| 水元三丁目 | 3〜8番 13〜20番         | 葛飾区立水元小学校   | 葛飾区立水元中学校 |
| 水元三丁目 | 1〜2番 9〜12番 21〜22番 | 葛飾区立花の木小学校 | 葛飾区立水元中学校 |
| 水元四丁目 | 1〜2番 7〜26番          | 葛飾区立水元小学校   | 葛飾区立水元中学校 |
| 水元四丁目 | 3〜6番                  | 葛飾区立水元小学校   | 葛飾区立葛美中学校 |
| 水元五丁目 | 1〜10番                 | 葛飾区立水元小学校   | 葛飾区立葛美中学校 |
| 水元五丁目 | 11〜17番                | 葛飾区立水元小学校   | 葛飾区立水元中学校 |

## 事業所
2021年（令和3年）現在の経済センサス調査による事業所数と従業員数は以下の通りである。
| 丁目       | 事業所数  | 従業員数 |
| ---------- | --------- | -------- |
| 水元一丁目 | 83事業所  | 1,217人  |
| 水元二丁目 | 71事業所  | 856人    |
| 水元三丁目 | 96事業所  | 815人    |
| 水元四丁目 | 68事業所  | 474人    |
| 水元五丁目 | 61事業所  | 376人    |
| 計         | 379事業所 | 3,738人  |

### 事業者数の変遷
経済センサスによる事業所数の推移。
| 年                 | 事業者数 |
| ------------------ | -------- |
| 2016年（平成28年） | 411      |
| 2021年（令和3年）  | 379      |

### 従業員数の変遷
経済センサスによる従業員数の推移。
| 年                 | 従業員数 |
| ------------------ | -------- |
| 2016年（平成28年） | 3,416    |
| 2021年（令和3年）  | 3,738    |

## 交通

### 鉄道
当地内には鉄道駅はないが、徒歩30分圏内に東京メトロ千代田線北綾瀬駅、JR常磐線亀有駅、金町駅、京成金町線京成金町駅、つくばエクスプレス青井駅、六町駅、八潮駅などがある。

### 路線バス
京成バスを中心としたバス路線網が充実している。小55系統JR小岩駅〜JR金町駅、小56系統JR小岩駅〜戸ヶ崎操車場。また、西水元地区では東武バスの路線も通る。

### 道路
- 東京都道307号王子金町江戸川線
- 岩槻街道（東京都道307号王子金町江戸川線と重複）

## 施設・寺社
- 葛飾区水元区民事務所
- 葛飾清掃工場
- 葛飾区立水元小学校
- 葛飾区立水元中学校
- 葛飾区立葛美中学校
- 水元中央公園
- 葛飾区水元体育館
- 子ども動物公園
- 東京都立水元特別支援学校
- 旧葛飾区教育資料館 - 水元村立水元尋常小学校の校舎として1925年に建てられ[17][18]、戦時中は東京都水元国民学校、戦後は葛飾区立水元小学校の校舎として1982年まで使用された後、1983年から2016年まで葛飾区教育資料館として使用されていた[17]。東京23区内に現存する最古の木造校舎とされ[17]、葛飾区指定有形文化財に指定されている[18]。水元国民学校時代の1942年4月、高等科の生徒1人が校舎内でドーリットル空襲による機銃掃射を受けて死亡している[19]。
- 遍照院
- 東京都立水元小合学園

### かつて存在した施設
- 東京都立水元高等学校 - 2006年度をもって閉校

## 水元出身の人物
- 木下優樹菜（タレント）
- 堀井新太(俳優・タレント)

## その他

### 日本郵便
- 郵便番号 : 125-0032[4]（集配局 : 葛飾新宿郵便局[20]）。